# Dendroperdix
Dendroperdix is een monotypisch geslacht van vogels uit de familie fazantachtigen (Phasianidae). De enige soort (kuiffrankolijn) is geplaatst in het geslacht Ortygornis.